# Zolazepam
Lo Zolazepam (nome commerciale Flupyrazapon) è un derivato pirazolodiazepinone strutturalmente simile alle benzodiazepine .

## Indicazioni terapeutiche
Il zolazepam è utilizzato nella medicina veterinaria per indurre sedazione, prima e\o durante l'anestesia. Solitamente viene associato a ketamina o tiletamina per ridurre gli effetti collaterali dei farmaci associati  .